# Петкер, Елена Яковлевна
Елена Яковлевна Петкер — советская певица и музыкальный педагог. Сестра актёра Бориса Петкера.

## Биография
Училась в Московской консерватории в классе фортепиано Генриха Нейгауза, однако, не завершив обучения, ушла с четвёртого курса. Далее работала драматической актрисой — в частности, в 1936—1937 году играла в Театре-студии Рубена Симонова в постановках режиссёра Андрея Лобанова: в «Детях солнца» Максима Горького (Фима) и в спектакле «Всегда в пять» Сомерсета Моэма. Однако и театральная карьера не удовлетворила Петкер, и она стала певицей камерного репертуара.
В 1940-е гг. гастролировала по Советскому Союзу с камерными концертами. Михаил Ульянов вспоминает о её выступлении в Омске в военные годы:
Я до сих пор помню, какое пленительное впечатление произвела на всех эстрадная певица Елена Петкер. Она удивила нас, студийцев, тонкостью и изяществом, с каким исполняла песенки своим небольшим голосом.
В те же годы осуществила ряд записей, главным образом иностранных народных песен: ковбойская песня «Малиновая шаль» и английская песня «Типперери» (1944, с ансамблем под управлением Сергея Горчакова), «Ковбойская песня о Техасе» (1945, с ансамблем под управлением Л. Юрьева), неаполитанская песня «Марьянина» (1953, с дуэтом гитаристов Юрия Грещенко и Алексея Якушева).
В послевоенный период концертировала с академическим репертуаром, включая вокальные циклы Роберта Шумана, Франца Шуберта, Рихарда Вагнера, Мануэля де Фальи, однако в первую очередь работала с произведениями советских композиторов. Была первой исполнительницей ряда вокальных сочинений Дмитрия Кабалевского, сотрудничала с композиторами Револем Буниным, Зарой Левиной, Марком Мильманом, Борисом Мокроусовым и другими. Композитор Сергей Кондратьев признавался по поводу исполнения Еленой Петкер своих романсов: «Она пела так хорошо, что ввела меня в слёзы». Как подчёркивал композитор Юрий Объедов,
Чаще всего она не только первая исполнительница, но и первый наиболее внимательный критик многих советских новинок, попадающих к ней обычно в виде рукописи. <…> Елена Яковлевна Петкер — подлинный друг советских композиторов. Весь свой творческий путь она посвятила трудному, но очень важному делу пропаганды новой музыки.
Позднее преподавала вокал в Государственном училище циркового и эстрадного искусства, где среди её учеников были Жанна Бичевская и Елена Камбурова.